# Amerotyphlops tasymicris
Espèce
Synonymes
- Typhlops tasymicris Thomas, 1974

Statut de conservation UICN

 EN B1ab(iii) : En danger
Amerotyphlops tasymicris est une espèce de serpents de la famille des Typhlopidae. 

## Répartition
Cette espèce est endémique de l'île de Grenade.

## Publication originale
- Thomas, 1974 : A new species of Lesser Antillean Typhlops (Serpentes: Typhlopidae). Occasional Papers of the Museum of Zoology Louisiana State University, vol. 46, p. 1-5.